# Aek Ngali
Aek Ngali is een bestuurslaag in het regentschap Mandailing Natal van de provincie Noord-Sumatra, Indonesië. Aek Ngali telt 555 inwoners (volkstelling 2010).